# Bell P-39 Airacobra
El Bell P-39 Airacobra,  también denominado P-400 en su versión de exportación, fue uno de los principales aviones de caza estadounidenses en servicio al principio de la Segunda Guerra Mundial. Fue producido por Bell Aircraft para las Fuerzas Aéreas del Ejército de los Estados Unidos (USAF). Fue uno de los principales cazas estadounidenses en servicio cuando Estados Unidos entró en combate. El P-39 fue utilizado por la Fuerza Aérea Soviética y permitió a los pilotos soviéticos individuales recolectar la mayor cantidad de bajas atribuidas a cualquier tipo de caza estadounidense volado por cualquier fuerza aérea en cualquier conflicto. Otros usuarios importantes del tipo incluyen la Francia Libre, la RAF y la Aeronautica Cobeligerante Italiana.
Tenía un diseño inusual, con el motor instalado en el centro del fuselaje, detrás del piloto, y accionando una hélice tractora en la nariz con un eje largo. También fue el primer caza equipado con un tren de aterrizaje triciclo. Aunque su ubicación en el centro del motor fue innovadora, el diseño del P-39 se vio obstaculizado por la ausencia de un sobrealimentador turbo eficiente, lo que le impedía realizar trabajos a gran altura. Por esta razón, la RAF lo rechazó para su uso en Europa occidental, pero lo adoptó la URSS, donde la mayoría de los combates aéreos se llevaron a cabo a altitudes medias y bajas.
Junto con el derivado P-63 Kingcobra, el P-39 fue uno de los aviones de ala fija más exitosos fabricados por Bell.

## Diseño
En 1937, el Cuerpo Aéreo del Ejército estadounidense (USAAC), anticipándose a un futuro casus belli debido a la preocupante amenaza del rearme alemán, emitió una propuesta a los fabricantes de aviones para el desarrollo de un avión monoplaza interceptor táctico, capaz de enfrentarse a uno similar a alta cota.  
Bell Aircraft fue el primer fabricante que presentó un prototipo "innovador" el 6 de abril de 1938, al que siguieron otros.
Diseñado por los ingenieros de la Bell Aircraft, Robert J. Woods y Harland M. Poyer, fue presentado como un caza interceptor construido enteramente en metal. 
Los primeros prototipos, que contaban con un turbocompresor, fueron considerados satisfactorios por el USAAC, y la Real Fuerza Aérea británica solicitó la entrega inmediata de unas 675 unidades. En 1939, por razones discutidas hasta hoy día, la Bell Aircraft desechó el uso del turbocompresor; algunas fuentes indican falta de flujo de caja y otras fuentes indican que las pruebas en el túnel de viento convencieron a los ingenieros de que no era necesario, un hecho que fue muy significativo en el rendimiento del P-39 y determinó su futuro.
El P-39 fue el primer caza de la historia con tren de aterrizaje en configuración triciclo y el primero que tenía el motor instalado en el centro trasero del fuselaje, detrás del piloto. Considerado al principio como un avión caza-interceptor de diseño innovador y aclamado como avión revolucionario con un diseño agradable en apariencia, sus prestaciones a la larga fueron decepcionantes, al ser superado por otros aviones durante la contienda, tanto en maniobrabilidad, altura de cota, como en el equilibrio en la distribución del peso, resultando este aspecto preocupante ya que muchas veces, cuando entraban en barrenas planas, estos no se recuperaban.
Montaba un cañón M4 de 37 mm, con un peso de 90 kg y una dotación de 30 proyectiles, fabricado por Oldsmobile, cuyo largo era de 2,2 m y que disparaba a través del buje de la hélice. El volumen de fuego que desarrollaba este aparato era fatal para cualquier tipo de avión que se le cruzara y esa fue su principal ventaja. El diseño del P-39 fue realizado en función de hacer portar este cañón dentro de un fuselaje del avión. Portaba además cuatro ametralladoras de 12,7 mm, dos en góndolas en las alas y dos sobre el morro del aparato.
El propulsor era un motor Allison V-1017E-83 de 12 cilindros, en configuración tipo V, ubicado tras la cabina del piloto, que hacía las veces de escudo de blindaje, con una potencia de escasos 1200 hp que resultó insuficiente a medida que ganaba altura y al continuo aumento del peso de las variantes del diseño. La toma de aire del carburador estaba inmediatamente atrás y arriba de la cubierta de la carlinga del piloto y las tomas de aire para enfriamiento del radiador de refrigeración por agua estaban ubicadas en los bordes de ataque de las alas. Aunque el emplazamiento central del motor era innovador, el diseño del P-39 se vio entorpecido por la carencia de un sobrealimentador eficiente, que lo limitaba a combatir a bajas altitudes (< 4000 m). Se accedía mediante una puerta abisagrada lateral que se abría como la puerta de un automóvil, y su cubierta de la carlinga integrada estaba acristalada en forma de burbuja con visión en 280° (este detalle era innovador en la aviación), la ventanilla de la puerta se podía abrir con una manivela al mismo modo de un automóvil. El habitáculo era bastante reducido y poco ergonómico para vuelos largos; es notable que, debido al árbol de la hélice, el piso del habitáculo estaba más elevado que en otros tipos de aviones. Uno de los buenos aspectos de este avión era que los escapes y fuentes productoras de humos por incendios estaba ubicados tras el piloto.
El P-39 no llegó a ser un aparato querido por los aviadores, ya que tenía el grave inconveniente de que si era tocado fatalmente, el piloto no podía abrir la puerta tipo automóvil por la presión del aire a contracorriente y esto dificultaba enormemente el escape, perdiendo segundos preciosos.

## Historia operacional

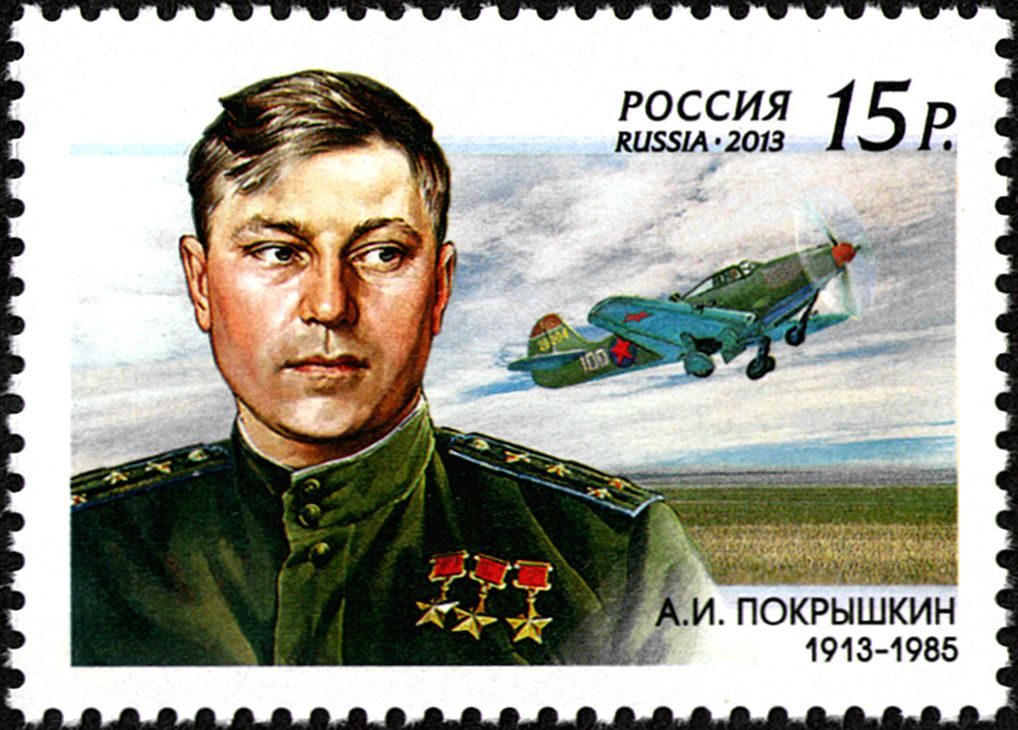
Sello del as soviético Aleksandr Pokryshkin conmemorado junto a un P-39 Airacobra.

Los primeros 280 P-39 fabricados fueron a parar a la Real Fuerza Aérea, que fueron utilizados solo tres días en combates sobre el Canal de La Mancha, y en vistas de las decepcionantes prestaciones, muy inferiores al Hurricane Mk.IIc o al Spitfire, se canceló de inmediato el envío del resto de las unidades solicitadas. Solo 80 Airacobra fueron mantenidos en el Escuadrón 601 de la RAF, los restantes 200 aviones fueron enviados a la URSS.
Las USAAF dieron de baja todos los P-39 en agosto de 1944, y se destinaron las unidades producidas a la Ley de Préstamo y Arriendo, suministrando a la Fuerza Aérea Soviética, que le dio una buena acogida. Las USAAF transfirieron unos 200 aparatos a la Real Fuerza Aérea Australiana en 1942. 
El P-39 tuvo algunos éxitos en el frente del Pacífico (batalla de Guadalcanal) frente a los aviones japoneses, pero eran acotados a pilotos con experiencia y talento que desarrollaban buenas tácticas de combate, sacándole provecho a las pocas ventajas que tenía este avión; la relación de bajas enemigas versus bajas propias fue de 1:1. Fue mucho más apreciado para el ataque a objetivos en tierra, apoyo a la infantería o naval, por su mortífero volumen de fuego contra objetivos estacionarios.
El P-39 fue utilizado en gran número por la Fuerza Aérea Soviética, en donde se le atribuyó un número de derribos total mayor que ningún otro tipo de caza estadounidense para sorpresa de los mismos. En total, se transfirieron unos 4773 P-39 a la Unión Soviética del total de 9500 aparatos fabricados por la Bell Aircraft. La tasa de bajas en la Unión Soviética fue 1030 P-39 derribados (21%). En efecto, los soviéticos aligeraron y mejoraron los P-39, aumentando la relación peso/potencia, retrasando el centro de gravedad y reduciendo pesos muertos, eliminando, entre otras cosas superfluas, las ametralladoras de las alas; pero apreciaron el poder destructor del cañón M4 de 37 mm, a pesar de la baja cadencia de disparo. Durante el otoño de 1943, en el 7º IAK, la teniente-ingeniera Tamara Bogdanovna Kozhevnikova realizó mejoras significativas, aumentando la resistencia de la célula del aparato.   
Los soviéticos desarrollaron sus propias tácticas de combate a baja cota, que era el escenario real de combate en el frente soviético, en especial en la zona del río Kubán, donde tuvieron mucho éxito y se formaron varios ases altamente condecorados, como Aleksandr Pokryshkin. El Airacobra operó hasta 1949 en la Fuerza Aérea Soviética.

Otros usuarios importantes fueron la Francia Libre y las fuerzas aéreas italianas cobeligerantes. Junto con su derivado, el P-63 Kingcobra, estos aviones se convirtieron en las aeronaves de ala fija producidas en masa más exitosas (en términos productivos) del fabricante Bell Aircraft.

### Reino Unido
En 1940, la Comisión Británica de Compra Directa en los Estados Unidos buscaba aviones de combate; ordenaron 675 aparatos de la versión de exportación Bell Model 14 como el "Caribou", sobre la base de las representaciones de la compañía el 13 de abril de 1940. El armamento británico consistía en dos ametralladoras Browning de 0,50 pulgadas (12,7 mm) y cuatro de 0,303 pulgadas (7,7 mm). mm) en las alas; el cañón de 37 mm fue reemplazado por un cañón Hispano-Suiza de 20 mm (0,79 pulgadas).
Las expectativas británicas habían sido establecidas por las cifras de rendimiento establecidas por el prototipo XP-39 desarmado. El contrato de producción británico establecía que se requería una velocidad máxima de 394 mph (634 km/h) +/- 4 % a la altitud nominal. En las pruebas de aceptación, se encontró que los aviones de producción reales eran capaces de solo 371 mph a 14 090 pies. Para permitir que el avión alcanzara la velocidad garantizada, Bell desarrolló una variedad de modificaciones de reducción de resistencia. Las áreas del elevador y del timón se redujeron en un 14,2 % y un 25,2 % respectivamente. Se instalaron carenados modificados en el área de la cola. El cristal de la marquesina se peinó a su marco con masilla. Se había visto que las escotillas de acceso a las armas en el ala se abultaban durante el vuelo, por lo que fueron reemplazadas por láminas de aluminio más gruesas. De manera similar, las puertas del tren de aterrizaje se abrían hasta dos pulgadas a la velocidad máxima, por lo que se instaló un varillaje más fuerte para mantenerlas al ras. La salida de aire de refrigeración de los radiadores de aceite y refrigerante se redujo en área para igualar la velocidad de salida al flujo local. Se instalaron nuevos escapes del motor, desviados para igualar el flujo local y con boquillas para aumentar el aumento de empuje. Los puertos de las ametralladoras se encasillaron, se retiró el mástil de la antena, se instaló un carenado de motor de una sola pieza y se añadió un carenado de tubo de escape.
La estructura del avión se pintó con 20 capas de imprimación, con un lijado extenso entre capas. Se aplicó y lijó el camuflaje estándar para eliminar los bordes entre los colores. Además, se quitaron alrededor de 200 lb (91 kg) de peso, lo que lo hace más ligero de lo normal (7466 lb brutas). Después de estas modificaciones, el segundo avión de producción (serie AH571) alcanzó una velocidad de 391 mph (629 km/h) a 14 400 pies (4400 m) en pruebas de vuelo. Como esta velocidad estaba dentro del 1% de la garantía, y se declaró que la aeronave había cumplido las obligaciones contractuales. A pesar del éxito de estas modificaciones, ninguna se aplicó a otros P-39 de producción. Pruebas posteriores de un P-400 de producción estándar por parte de los británicos en el Establecimiento Experimental de Aviones y Armamento (A&AEE) revelaron una velocidad máxima de solo 578 km/h (359 mph).
Los modelos de exportación británicos se rebautizaron con el nombre de "Airacobra" en 1941. Se especificaron otros 150 para su entrega en régimen de préstamo y arrendamiento en 1941, pero no se suministraron. La Real Fuerza Aérea (RAF) recibió la entrega a mediados de 1941 y descubrió que el rendimiento de la aeronave de producción sin turbocompresor difería notablemente de lo que esperaban. En algunas áreas, el Airacobra era inferior a los aviones existentes como el Hawker Hurricane y el Supermarine Spitfire, y su rendimiento en altitud se vio drásticamente afectado. Las pruebas realizadas por el Royal Aircraft Establishment en Boscombe Down mostraron que el Airacobra alcanzaba 355 mph (571 km/h) a 13 000 pies (3962 m). El diseño de la cabina fue criticado y se observó que el piloto tendría dificultades para saltar en caso de emergencia, porque el techo de la cabina no se podía desmontar. La falta de un panel de visión clara en el conjunto del parabrisas significaba que en caso de lluvia intensa, la vista frontal del piloto quedaría completamente borrada; las notas del piloto advirtieron que en este caso las ventanas de las puertas tendrían que bajarse y la velocidad reducirse a 150 mph (241 km/h). Por otro lado, se consideró efectivo para combate de bajo nivel y tareas de ataque a tierra. Los problemas con la supresión del fogonazo y escape del cañón y la brújula podrían solucionarse.
El Escuadrón n.º 601 de la RAF fue la única unidad británica que utilizó el Airacobra operativamente, recibiendo sus dos primeros ejemplares el 6 de agosto de 1941. El 9 de octubre, cuatro Airacobra atacaron barcazas enemigas cerca de Dunkerque, en la única acción operativa del modelo con la RAF. El escuadrón continuó entrenando con el Airacobra durante el invierno, pero una combinación de poca capacidad de servicio y una profunda desconfianza hacia este caza desconocido resultó en que la RAF rechazara el modelo después de una misión de combate. En marzo de 1942, la unidad volvió a equiparse con Spitfire.
Los Airacobra que ya se encontraban en el Reino Unido, junto con el resto del primer lote que se estaba construyendo en los Estados Unidos, se enviaron a la Fuerza Aérea soviética, con la única excepción del AH574, que se pasó a la Marina Real y se utilizó en tareas experimentales, incluido el primer avión que aterrizó en un portaaviones con tren de aterrizaje triciclo, el 4 de abril de 1945 en el HMS Pretoria Castle, hasta que fue desechado por recomendación de un piloto de pruebas de Bell en marzo de 1946.

### Estados Unidos

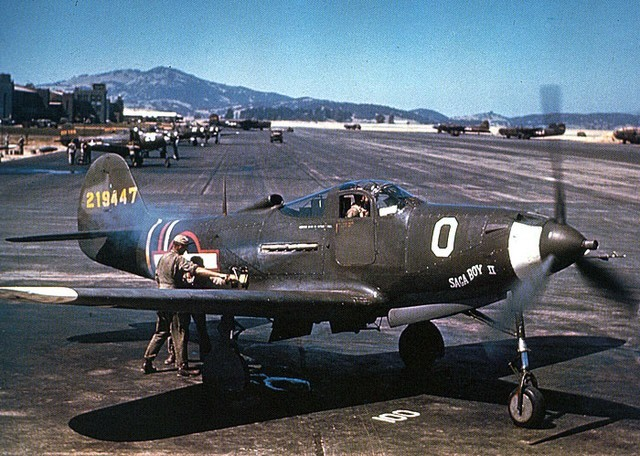
Bell P-39N Airacobra en Hamilton Field, en julio de 1943.

#### Frente del Pacífico
Estados Unidos requirió 200 de los aviones que se fabricaban para el Reino Unido, adoptándolos como P-400 (llamados así por la velocidad máxima anunciada de 400 mph (644 km/h)). Después del ataque a Pearl Harbor, el P-400 fue desplegado para entrenar unidades, pero algunos entraron en combate en el suroeste del Pacífico, incluso con la Cactus Air Force en la Batalla de Guadalcanal. Aunque superado por los aviones de combate japoneses, se desempeñó bien en misiones de ametrallamiento y bombardeo, a menudo resultando mortal en ataques terrestres contra las fuerzas japonesas que intentaban retomar Henderson Field. Las armas recuperadas de los P-39 se instalaron a veces en los PT Boat de la Armada para aumentar la potencia de fuego. Los pilotos del Pacífico a menudo se quejaban de problemas de rendimiento y armamento poco confiable, pero a finales de 1942, las unidades de P-39 de la Quinta Fuerza Aérea se habían cobrado alrededor de 80 aviones japoneses, con una cantidad similar de P-39 perdidos. Los P-39 de la Quinta y Decimotercera Fuerza Aérea no obtuvieron más victorias aéreas en las Islas Salomón debido al alcance limitado de la aeronave y al bajo rendimiento a gran altitud.
Los Airacobra lucharon por primera vez contra los Zero japoneses el 30 de abril de 1942, en una acción de bajo nivel cerca de Lae, Nueva Guinea. De mayo a agosto de 1942 se llevaron a cabo combates regulares entre Airacobra y Zero sobre Nueva Guinea. La recopilación de informes de combate indican que el Zero era igual o cercano al P-39 en velocidad a las altitudes de los diversos encuentros de bajo nivel.
De septiembre a noviembre de 1942, los pilotos del 57 ° Escuadrón de Cazas volaron P-39 y P-38 desde un aeródromo construido en un terreno arrasado hacia la bahía de Kuluk, en la árida isla de Adak en las islas Aleutianas de Alaska. Atacaron a las fuerzas japonesas que habían invadido las islas Attu y Kiska en las Aleutianas en junio de 1942. El factor que se cobró más vidas no fue los japoneses, sino el clima. Las nubes bajas, las densas niebla y neblina, la lluvia torrencial, la nieve y los fuertes vientos hicieron que volar fuera peligroso y la vida miserable. El 57 permaneció en Alaska hasta noviembre de 1942, luego regresó a los Estados Unidos.
Si bien el teniente Bill Fiedler fue el único piloto estadounidense que se convirtió en un as en un P-39, muchos ases estadounidenses posteriores obtuvieron una o dos de sus victorias en el modelo. El rendimiento a baja altitud del Airacobra fue bueno y su potencia de fuego era impresionante; a pesar de todo, pronto se convirtió en una broma en el Teatro del pacífico que un P-400 era un P-40 con un Zero en la cola.

#### Frente del Mediterráneo
En el norte de África, el 99.° Escuadrón de Cazas (también conocido como los Tuskegee Airmen) hizo la transición rápidamente del P-40 y se le asignaron los P-39 en febrero de 1944, pero solo voló el modelo durante unas pocas semanas. El 99 cumplió con sus deberes, incluido el apoyo a la Operación Shingle sobre Anzio, así como las misiones sobre el Golfo de Nápoles en el Airacobra, pero logró pocas victorias aéreas.
Los principales operadores de P-39 en el MTO incluyeron los Grupos de Cazas 81 y 350, ambos volando en misiones de patrulla marítima desde el norte de África y a través de Italia. El 81 se transfirió al Teatro de China-Birmania-India en marzo de 1944 y el 350 comenzó la transición al P-47D en agosto de 1944, permaneciendo en Italia con la 12.ª Fuerza Aérea.

### Unión Soviética
La Unión Soviética fue una de las mayores usuarias del P-39, que los recibió en los modelos N y Q, considerablemente mejorados a través de la ruta de ferry Alaska-Siberia. El entorno táctico del Frente Oriental no exigía el rendimiento a gran altitud que exigían la RAF y las USAAF. La naturaleza comparativamente de baja velocidad y baja altitud de la mayoría de los combates aéreos en el Frente Oriental se adaptaba a los puntos fuertes del P-39: construcción robusta, equipo de radio fiable y potencia de fuego adecuada.
Los pilotos soviéticos apreciaron el P-39 armado con cañones principalmente por su capacidad aire-aire. Un error común occidental es que los cazas Bell se utilizaron como aviones de ataque a tierra. Esto se debe a que el término soviético para la misión del P-39, prikrytiye sukhoputnykh voysk (cobertura de las fuerzas terrestres) se traduce comúnmente como apoyo terrestre, que a menudo se considera como apoyo aéreo cercano. En el uso soviético, tiene un significado más amplio. Los P-39 operados por los soviéticos hicieron ataques de ametralladora, pero "nunca fue una misión principal o un traje fuerte para este avión". Los soviéticos desarrollaron exitosas tácticas de combate aéreo grupal para los cazas Bell y obtuvieron un sorprendente número de victorias aéreas sobre una variedad de aviones alemanes. Los P-39 soviéticos no tuvieron problemas despachando Junkers Ju 87 Stuka o bombarderos bimotores alemanes y igualaron, y en algunas áreas superaron, a los Messerschmitt Bf 109 de principios y mediados de la uerra. El apodo habitual para el Airacobra en el VVS era Kobrushka ("pequeña cobra") o Kobrastochka, una mezcla de Kobra y Lastochka (golondrina), "querida pequeña cobra".

"Me gustó el Cobra, especialmente la versión Q-5. Era la versión más ligera de todas los Cobra y era el mejor caza que jamás había pilotado. La cabina era muy cómoda y la visibilidad era excelente. El panel de instrumentos era muy ergonómico, con el Complemento completo de instrumentos hasta un horizonte artificial y radiobrújula. Incluso tenía un tubo de alivio en forma de embudo. El vidrio blindado era muy fuerte, extremadamente grueso. La armadura en la parte posterior también era gruesa. El equipo de oxígeno era fiable, aunque la máscara era bastante pequeña, solo cubría la nariz y la boca. Usamos esa máscara solo a gran altura. El equipo de radio HF era poderoso, fiable y claro". Nikolai G. Golodnikov, recordando sus experiencias con el P-39.

Los primeros Cobra soviéticas tenían un cañón Hispano-Suiza de 20 mm y dos ametralladoras Browning pesadas, sincronizadas y montadas en el morro. Posteriormente llegaron Cobra con el cañón M4 de 37 mm y cuatro ametralladoras, dos sincronizadas y dos montadas en alas. "Quitamos inmediatamente las ametralladoras laterales, dejando un cañón y dos ametralladoras", recordó Golodnikov más tarde. Esa modificación mejoró la velocidad de alabeo al reducir la inercia rotacional. Los aviadores soviéticos apreciaron el cañón M4 con sus poderoso fuego y la acción fiable, pero se quejaron de la baja velocidad de disparo (tres disparos por segundo) y el almacenamiento inadecuado de municiones (solo 30 disparos).
Los soviéticos utilizaron el Airacobra principalmente para el combate aire-aire contra una variedad de aviones alemanes, incluidos los Bf 109, Focke-Wulf Fw 190, Ju 87 y Ju 88. Durante la batalla del río Kuban, la VVS se basó en los P-39 mucho más que en los Spitfire y P-40. Aleksandr Pokryshkin , del 16. Gv.IAP (16º Regimiento de Aviación de Cazas de la Guardia), obtuvo 20 victorias en esa campaña en un P-39.
El último avión derribado por la Luftwaffe fue un P-39 soviético, el 8 de mayo por el Oblt. Fritz Stehle de 2./JG 7, volando un Me 262 sobre las montañas de Erzgebirge. Además, la última victoria aérea soviética fue en un P-39, el 9 de mayo, cuando el capitán Vasily Pshenichikov anotó contra un Focke-Wulf Fw 189, en el cielo sobre Praga. Cinco de los 10 ases soviéticos con mayor puntuación registraron la mayoría de sus victorias en P-39. Grigoriy Rechkalov anotó 44 victorias en Airacobra. Pokryshkin obtuvo 47 de sus 59 victorias en P-39, lo que lo convirtió en el piloto de combate de P-39 con la puntuación más alta de cualquier nación y el piloto de combate aliado con la puntuación más alta con un caza estadounidense. Esto no incluye sus 6 victorias compartidas, al menos algunas de las cuales se lograron con el P-39.
Estados Unidos no suministró disparos perforantes M80 para los cañones automáticos de los P-39 soviéticos; en cambio, los soviéticos recibieron 1 232 991 disparos M54 de alto explosivo, que utilizaron principalmente para el combate aire-aire y contra objetivos terrestres blandos. El VVS no usó el P-39 en tareas de destrucción de tanques.
Se envió un total de 4719 P-39 a la Unión Soviética, lo que representa más de un tercio de todos los aviones de combate suministrados por Estados Unidos y el Reino Unido al VVS, y casi la mitad de toda la producción de P-39. Las pérdidas del Airacobra soviético totalizaron 1030 aviones (49 en 1942, 305 en 1943, 486 en 1944 y 190 en 1945).
El Airacobra sirvió con las Fuerzas Aéreas Soviéticas hasta 1949, cuando dos regimientos operaban como parte de la 16 División de Aviación de Combate de la Guardia en el Distrito Militar de Belomorsky.

### Australia
La Real Fuerza Aérea Australiana (RAAF) utilizó un total de 23 Airacobra reacondicionados, en préstamo de la Quinta Fuerza Aérea de Estados Unidos (5 AF), como interceptor de emergencia en las zonas de retaguardia. A la aeronave se le asignó el prefijo de serie RAAF A53.
En los primeros meses de la guerra del Pacífico, la RAAF solo pudo obtener Curtiss P-40 Mk III Kittyhawk suficientes para equipar tres escuadrones, destinados a tareas de primera línea en Nueva Guinea, y, ante el aumento de los ataques aéreos japoneses en ciudades del norte de Australia , se vio obligado a depender de las unidades de P-40, P-39 y P-400 del 5 AF para la defensa de áreas como Darwin. A mediados de 1942, las unidades de P-39 de las USAAF en Australia y Nueva Guinea comenzaron a recibir nuevos P-39D. En consecuencia, la 5 AF prestó a la RAAF los P-39 que habían sido reparados en talleres australianos. En julio, siete P-39F llegaron al Escuadrón 24, en RAAF Bankstown en Sídney. En agosto, el Escuadrón n.º 23 de la RAAF recibió siete P-39D en el aeródromo de Lowood, cerca de Brisbane. Ambos escuadrones también operaban otros modelos, como el entrenador armado CAC Wirraway. Ninguno de los escuadrones recibió un complemento completo de Airacobra ni entró en combate con ellos. Desde principios de 1943, el papel de la defensa aérea fue ocupado por un ala de Spitfire.
Tanto el 23 como el 24 Escuadrón se convirtieron al bombardero en picado Vultee Vengeance a mediados de 1943, sus P-39 se transfirieron a dos escuadrones de combate recién formados: el n.º 82 (P-40 en aumento, todavía escaso) en Bankstown y el n.º 83 ( mientras esperaba el CAC Boomerang de diseño australiano ) en Strathpine, cerca de Brisbane. Después de servir con estos escuadrones durante unos meses, los Airacobra restantes fueron devueltos a la USAAF y la RAAF dejó de operar el modelo.

### Francia Libre
En 1940, Francia encargó P-39 a Bell, pero debido al armisticio con Alemania no se entregaron. Después de la Operación Torch, las fuerzas francesas en el norte de África se pusieron del lado de los Aliados y fueron reequipados con equipos aliados, incluidos P-39N. Desde mediados de 1943 en adelante, tres escuadrones de caza, el GC 3/6 Roussillon , GC 1/4 Navarre y GC 1/5 Champagne, volaron estos P-39 en combate sobre el Mediterráneo, Italia y el sur de Francia. Más tarde se entregó un lote de P-39Q, pero los Airacobra, que nunca fueron populares entre los pilotos franceses, habían sido reemplazados por P-47 en unidades de primera línea a fines de 1944.

### Italia
En junio de 1944, la Fuerza Aérea Cobeligerante italiana (ICAF) recibió 170 P-39, la mayoría de ellos -Q, y algunos -N (el 15.° avión excedente de la USAAF almacenado en el aeródromo de Napoli-Capodichino) y también al menos un -L y cinco -M. El P-39N (sin los carenados debajo del ala para ametralladoras de 12,7 mm) tenía motores con unas 200 horas; un poco más nuevo que los motores de P-39Q con 30-150 horas. Se usaría un total de 149 P-39: el P-39N para entrenamiento, mientras que los Q más nuevos se usaron en la primera línea.
En junio-julio de 1944, los Gruppi 12 °, 9 ° y 10 ° del 4 ° Stormo, se trasladaron a la pista de aterrizaje de Campo Vesuvio para reequiparse con los P-39. El sitio no era adecuado y, en tres meses de capacitación, ocurrieron 11 accidentes, debido a fallos de motores y mal mantenimiento de la base. Tres pilotos murieron y dos resultaron gravemente heridos. Una de las víctimas, el 25 de agosto de 1944, fue el "as de ases", sargento mayor Teresio Vittorio Martinoli.
Los tres grupos de 4 ° Stormo fueron enviados primero a la pista de aterrizaje de Leverano (Lecce) y luego, a mediados de octubre, al aeródromo de Galatina. Al final de la formación, ocurrieron ocho accidentes más. Casi 70 aviones estaban operativos, y el 18 de septiembre de 1944, los P-39 del 12 ° Grupo volaron su primera misión sobre Albania. Concentrándose en el ataque terrestre, los P-39 italianos demostraron ser adecuados para este papel, perdiendo 10 aviones entre el 4 de noviembre y el 3 de diciembre de 1944,  ante el fuego antiaéreo alemán. En febrero-marzo de 1945, los 10 ° y 9 ° Gruppi se trasladaron al norte de Galatina, en la base aérea de Canne, cerca de Campobasso, mientras que los aliados permitieron a los pilotos italianos utilizar la pista de aterrizaje de la isla Lissa, en el mar Adriático, como escala intermedia durante las largas salidas a los Balcanes. Los pilotos del 4 ° Stormo volaron muchas misiones efectivas de ataque terrestre en el norte de Yugoslavia, perdiendo solo un P-39 más, por fallo de motor en el área de Sarajevo, el 2 de abril de 1945. Los P-39 italianos volaron más de 3000 horas de combate.
Al final de la guerra, 89 P-39 todavía se encontraban en el aeropuerto de Canne y 13 en la Scuola Addestramento Bombardamento e Caccia ("Escuela de entrenamiento para bombarderos y cazas") en el aeródromo de Frosinone. En 10 meses de servicio operativo, el 4 ° Stormo había sido galardonado con tres Medaglia d'Oro al Valore Militare "alla memoria". Después de la guerra, los P-39 fueron adquiridos por la Aeronautica Militare Italiana (la nueva fuerza aérea italiana) y se utilizaron durante varios años como aviones de entrenamiento. En la unidad de entrenamiento de combate de Galatina (Scuola Caccia), el veterano de guerra teniente coronel Francis Leoncini murió durante un accidente aéreo, el 10 de mayo de 1950.

### Portugal
Entre diciembre de 1942 y febrero de 1943, la Aeronáutica Militar (Aviación Militar del Ejército) obtuvo aviones operados por los Grupos de Combate 81 y 350 enviados originalmente al norte de África como parte de la Operación Torch. Debido a varios problemas en ruta, algunos de los aviones se vieron obligados a aterrizar en Portugal y España. De los 19 aviones de combate que aterrizaron en Portugal, todos fueron internados y entraron en servicio ese año con la Aviación Militar del Ejército Portugués. Formaron el Escuadrón OK, con base en la Base Aérea de Ota.
Aunque innecesario, el gobierno portugués pagó a los Estados Unidos 20 000 dólares estadounidenses por cada una de estas aeronaves internadas, así como por un Lockheed P-38 Lightning internado. Estados Unidos aceptó el pago y obsequió cuatro cajas de aviones adicionales, dos de las cuales no sufrieron daños graves, sin proporcionar repuestos, manuales de vuelo o manuales de servicio. Sin la formación adecuada, la incorporación del avión en servicio estuvo plagada de problemas, y los últimos seis Airacobra portugueses que quedaron en 1950 se vendieron como chatarra.

## Variantes

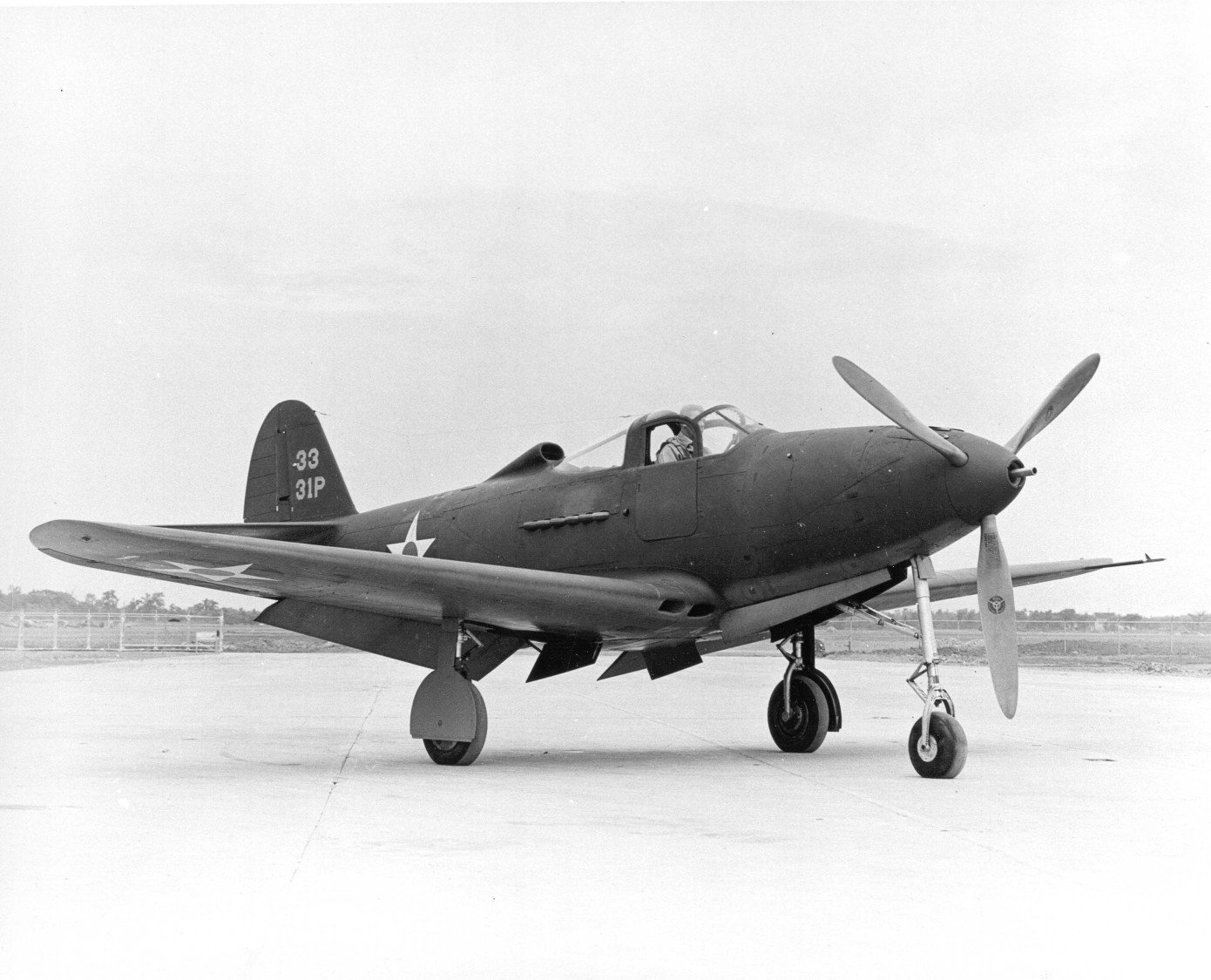
P-39C-BE asignado al 40th PS / 31st PG en Selfridge Field.

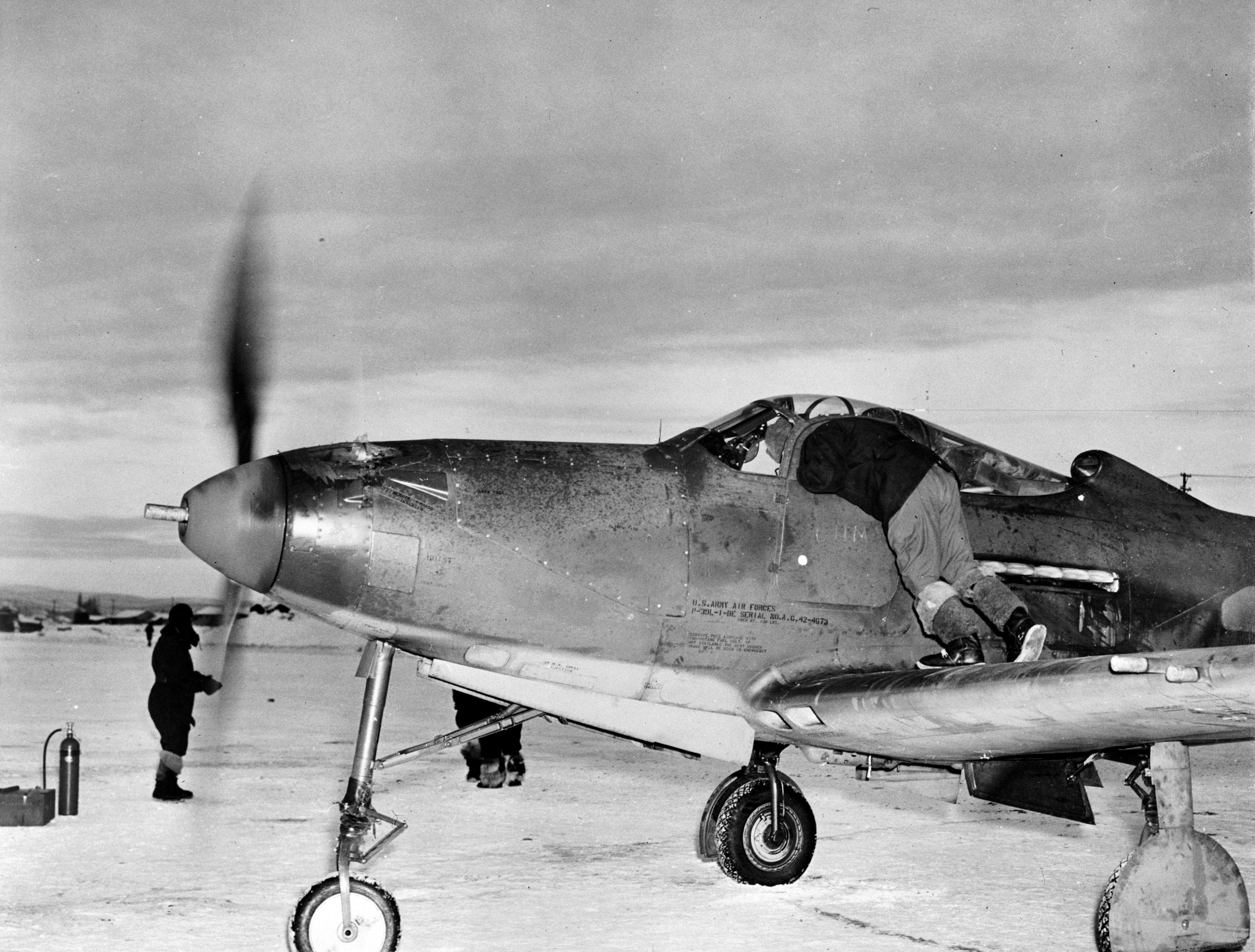
P-39L-1BE 44-4673
Préstamo-Arriendo a la URSS.

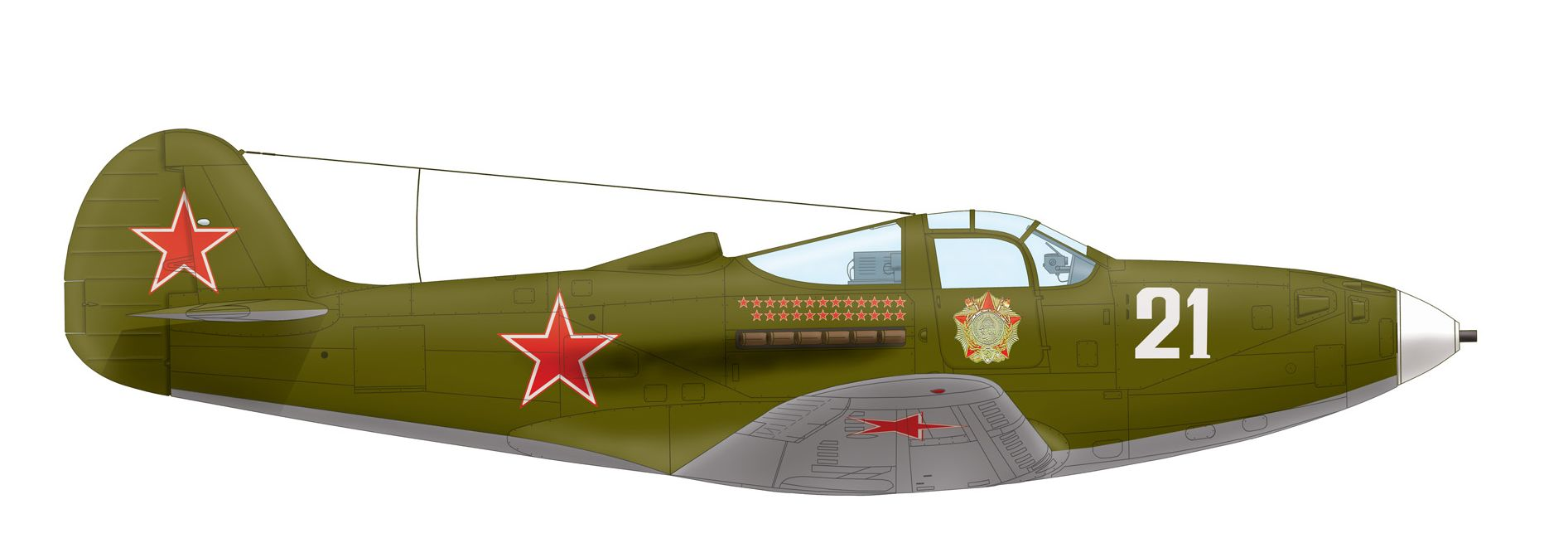
Bell P-39Q Airacobra del 508th Fighter Air Regiment de la Fuerza Aérea Soviética, otoño de 1944.

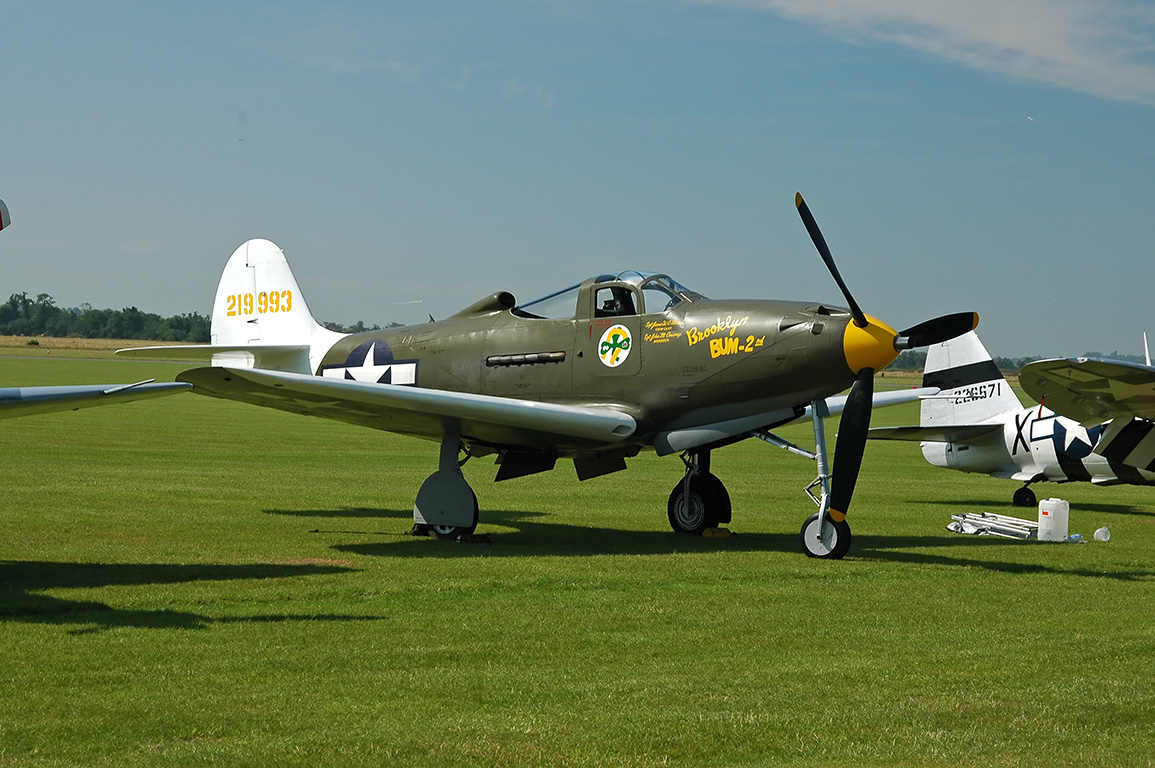
P-39Q-6BE 42-19993
Brooklyn Bum 2nd
71st TRG, 82nd FS
The Fighter Collection.

XP-39-BE
Bell Model 11, un prototipo 38–326, volado por primera vez el 6 de abril de 1938. Propulsado por un motor Allison V-1710-17 (E2) (1150 hp/858 kW), el avión estaba equipado con un turbosobrecompresor General Electric B-5, creando un sistema de sobrecompresión de dos etapas, similar al del P-38. Tenía provisión para dos ametralladoras de 12,7 mm en el fuselaje delantero y un cañón de 25 mm, pero el avión permaneció desarmado. Más tarde fue convertido en el XP-39B.
XP-39B
Una conversión que voló por primera vez el 25 de noviembre de 1939. XP-39 más aerodinámico, basado en pruebas de túnel de viento del NACA, resultando en cubierta y forma de las puertas de las ruedas revisadas, entradas del aceite y del radiador movidas del fuselaje derecho a las raíces alares, fuselaje alargado (en 30 cm, hasta los 9,08 m) y envergadura reducida (en 58 cm, hasta los 10,36 m). El turbosobrealimentador fue desmontado, y el motor sobrealimentado de una etapa y una velocidad Allison V-1710-37 (E5) (1090 hp/813 kW) fue dejado en el sitio. La toma de aire del carburador fue movida a detrás de la cubierta, justo encima del carburador.
YP-39
Bell Model 12, versión de pruebas de servicio, motor V-1710-37 (E5) (1090 hp/813 kW). Los primeros dos aviones entregados sin armamento, los restantes con un cañón automático M4 de 37 mm con 15 disparos, 2 ametralladoras de 12,7 mm con 200 disparos, y 2 ametralladoras de 7,62 mm con 500 disparos en el morro. Cola vertical más ancha que la del XP-39B. 12 completados, primer vuelo el 13 de septiembre de 1940.
YP-39A
Uno destinado a llevar un motor para gran altitud V-1710-31 (1150 hp/858 kW), pero que fue entregado como un YP-39 regular.
P-39C
Bell Model 13, primer vuelo en enero de 1941, fue la primera versión de producción, idéntica al YP-39 excepto por el motor V-1710-35 (1150 hp/858 kW). Armado con un cañón de 37 mm, 2 ametralladoras de 12,7 mm y 2 de 7,62 mm en el morro. Los aviones carecían de blindaje y depósitos de combustible autosellantes. Veinte producidos de una orden de 80, los restantes fueron redesignados P-39D.
P-39D-BE
Bell Model 13, variante de producción basada en el P-39C con 111 kg de blindaje adicional, depósitos de combustible autosellantes. Armamento incrementado a un cañón de 37 mm (30 disparos), 2 ametralladoras de 12,7 mm (200 dpa) y 4 de 7,62 mm alares (1000 dpa); 60 producidos.
P-39D-1
Bell Model 14A, variante de producción equipada con un cañón M1 de 20 mm. Ordenada específicamente para ser entregada bajo el Programa de Préstamo-Arriendo; 336 producidos: 1 enviado a la Unión Soviética y usado en combate junto a los P-39D-2.
P-39D-2
Bell Model 14A-1, variante de producción con motor V-1710-63 (E6) (1325 hp/988 kW), restaurado el cañón de 37 mm, provisiones para un único depósito lanzable de 549 l o una bomba de hasta 227 kg bajo el fuselaje; 158 producidos. Como mínimo, unos 50 enviados a la URSS y usados en combate, unos 15-20 usados por el 16th Guards Fighter Regiment.
P-39D-3
26 conversiones de P-39D-1 a Configuración de Fotorreconocimiento; cámaras K-24 y K-25 en el fuselaje trasero, blindaje adicional para los refrigeradores de aceite.
P-39D-4
11 conversiones de P-39D-2 a Configuración de Fotorreconocimiento. Mismas modificaciones que los aviones D-3.
XP-39E
Bell Model 23. Tres P-39D modificados para realizar pruebas de tierra y de vuelo, primer vuelo el 21 de febrero de 1942. Destinados a llevar el motor Continental I-1430-1 (2100 hp/1566 kW), realmente volaron con el Allison V-1710-47 (1325 hp/988 kW). Las células fueron usadas para probar varias superficies alares y de cola verticales diferentes. El fuselaje fue alargado 53 cm. Usado en el desarrollo del P-63. La versión de producción, con los motores Continental, iba a ser redesignada P-76; pero nunca la hubo.
P-39F
P-39F-1
Bell Model 15B, variante de producción con hélice de velocidad constante Aeroproducts de tres palas, 12 tubos de escape; 229 construidos.
TP-39F-1
Un P-39F convertido en una versión de entrenamiento biplaza con cabina adicional añadida en el morro (sin armamento).
P-39F-2
27 conversiones de P-39F-1 con blindaje ventral adicional y cámaras en el fuselaje trasero.
P-39G
Bell Model 26, 1800 ordenados, destinados a ser un P-39D-2 con hélice Aeroproducts. Debido a modificaciones durante la producción, ningún P-39G fue realmente entregado. En cambio, estos aviones fueron redesignados P-39K, L, M y N.
P-39J
Bell Model 15B, P-39F con motor V-1710-59 (1100 hp/820 kW) con control automático de aceleración; 25 construidos.
P-39K
P-39K-1
Bell Model 26A, un P-39D-2 con hélice Aeroproducts y motor V-1710-63 (E6) (1325 hp/988 kW). Respiraderos añadidos al morro; 210 construidos. Unos 50 enviados a la URSS y usados en combate (el 16th Guards Fighter Regiment fue dotado inicialmente de 11, uno de los cuales fue el primer Airacobra de Pokryshkin).
P-39K-2
Seis conversiones de P-39K-1 con blindaje ventral adicional y cámaras en el fuselaje trasero.
P-39K-5
Una conversión con motor V-1710-85 (E19) para servir como prototipo del P-39N.
P-39L
P-39L-1
Bell Model 26C, un P-39K con hélice Curtiss Electric, tren delantero revisado para reducir la resistencia, provisión para cohetes subalares; 250 construidos.
P-39L-2
Once conversiones de P-39L-1 con blindaje ventral adicional y cámaras en el fuselaje trasero.
P-39M
P-39M-1
Bell Model 26D, variante con hélice Aeroproducts de 3,35 m, motor V-1710-67 (E8) (1200 hp/895 kW) con prestaciones a gran altitud mejoradas a expensas de las prestaciones a baja altitud, 16 km/h más rápido que el P-39L a 4572 m. Nota: algunos P-39M-1BE fueron entregados con motor V-1710-83 (E18): 240 construidos.
P-39N
Bell Model 26N, originalmente parte de la orden de P-39G. Motor V-1710-85 (E19) (1325 hp/988 kW). Hélice Aeroproducts (3,14 m de diámetro) y diferente proporción de reducción de la hélice. Comenzando con el aparato número 167, hélice aumentada a 3,57 m y combustible interno reducido de 454 l a 329 l; 500 construidos.
P-39N-1
Variante con cambios internos para ajustar el centro de gravedad cuando se disparaban las armas del morro; 900 construidos.
P-39N-2
128 P-39N-1 convertidos con blindaje ventral adicional y cámaras en el fuselaje trasero.
P-39N-3B
35 P-39N convertidos con blindaje ventral adicional y cámaras en el fuselaje trasero.
P-39N-5
Variante con blindaje reducido de 105 kg a 88 kg. Una placa de blindaje reemplazó al cristal a prueba de balas detrás del piloto, equipada con radio SCR-695, e instalación de nuevo sistema de oxígeno; 695 construidos.
P-39N-6
84 P-39N-5 convertidos con blindaje ventral adicional y cámaras en el fuselaje trasero.
P-39Q
La variante final de producción, el último construido en agosto de 1944.
P-39Q-1
Bell Model 26Q, variante con ametralladoras alares de 7,62 mm reemplazadas por una única de 12,7 mm con 300 disparos de munición en un contenedor bajo cada ala. Blindaje aumentado a los originales 105 kg del P-39N-1BE; 150 construidos.
P-39Q-2
Cinco P-39Q-1 modificados para llevar cámaras para reconocimiento fotográfico, añadiendo cámaras K-24 y K-25 en el fuselaje trasero.
P-39Q-5
Variante de producción con blindaje reducido (88 kg), capacidad de combustible aumentada (416,4 l). Añadidos adaptadores de mira de bombardeo Type A-1; 950 construidos.
TP-39Q-5
Una conversión a variante de entrenamiento biplaza con una cabina adicional añadida en el morro (sin armamento). Carenado de cola alargado y aleta ventral superficial añadida.
P-39Q-6
148 P-39Q-5 modificados para llevar cámaras para reconocimiento fotográfico, añadiendo cámaras K-24 y K-25 en el fuselaje trasero.
P-39Q-10
Variante con blindaje aumentado (103 kg), capacidad de combustible aumentada (454 l). Control de aceleración automático añadido y controles de Potencia y RPM coordinados. Invernización de los sistemas de aceite y montajes de caucho de los motores; 705 construidos.
P-39Q-11
Ocho P-39Q-10 modificados para llevar cámaras para reconocimiento fotográfico, añadiendo cámaras K-24 y K-25 en el fuselaje trasero.
P-39Q-15
Variante de producción con suelo inclinado reforzado para prevenir el agrietamiento del montaje en trípode de la ametralladora de 12,7 mm, refuerzos de los mamparos para prevenir el agrietamiento de la pared del pedal del timón, mamparo reforzado de la caja reductora para prevenir el agrietamiento del carenado, y reposicionamiento del solenoide de la batería. Sistema de oxígeno reducido de cuatro botellas a sólo dos; 1000 construidos.
P-39Q-20
Variante de producción con cambios menores de equipamiento. Los contenedores subalares de las ametralladoras de 12,7 mm fueron a veces omitidos en esta versión; 1000 construidos.
P-39Q-21
109 P-39Q-20 equipados con hélice Aeroproducts de cuatro palas.
RP-39Q-22
12 P-39Q-20 convertidos a entrenadores biplaza.
P-39Q-25
Variante de producción similar al P-39Q-21, pero con fuselaje trasero y estructura del estabilizador horizontal reforzados; 700 construidos.
P-39Q-30
Variante de producción revertida a la hélice tripala; 400 construidos.
ZF-39
Ejemplares restantes en servicio, redesignados en junio de 1948.
P-45
P-45 fue la designación inicial del P-39C o Model 13.
XFL-1 Airabonita
Un prototipo de caza con tren de aterrizaje de rueda de cola para la Armada estadounidense.
A-7
Designación reservada por las USAAF para conversiones en blancos aéreos no tripulados radio controlados, no realizadas.
XTDL-1
Designación de la Armada estadounidense (USN) de dos P-39Q usados como blancos aéreos no tripulados. Asignados a NAS Cape May para realizar tareas de pruebas. Más tarde redesignados F2L-1K.
F2L-1K
Redesignación de aviones no tripulados XTDL-1.
P-400
Modelo de exportación del P-39 con un cañón menos potente, usando uno de 20 mm en vez del común de 37 mm.
Airacobra I
Bell Model 13, designación de la Real Fuerza Aérea británica (RAF) de tres P-39C entregados a la A&AEE Boscombe Down para realizar pruebas.
Airacobra IA
Bell Model 14. Brevemente llamado Caribou. Motor V-1710-E4 (1150 hp/858 kW), 1 cañón de 20 mm con 60 disparos y 2 ametralladoras de 12,7 mm montados en el morro, y cuatro ametralladoras de 7,7 mm montadas en las alas. Equipo de identificación amigo-enemigo (IFF) desmontado de detrás del piloto. Nota: la designación IA indica aviones comprados directamente; 675 construidos. Las USAAF operaron 128 aviones anteriormente de la RAF con la designación P-400.

## Operadores
Australia
- Real Fuerza Aérea Australiana

 Estados Unidos
- Cuerpo Aéreo del Ejército de los Estados Unidos/Fuerzas Aéreas del Ejército de los Estados Unidos

 Francia
- Armée de l'air

 Italia
- Aeronáutica Cobeligerante Italiana: operó 170 Bell P-39 Airacobra.[43]

 Italia
- Aeronautica Militare: operó 102 Bell P-39 Airacobra supervivientes, retirados en los años 50.

 Polonia
- Fuerza Aérea de Polonia: un avión operado, avión personal del General Fyodor Polynin, Jefe de la Fuerza Aérea de Polonia.

 Portugal
- Esquadrilha Airacobra: más tarde llamada Esquadrilha 4; Aeronáutica Militar (Aviación Militar del Ejército).

 Reino Unido
- Real Fuerza Aérea británica
- Marina Real británica (Airacobra Mk I, pruebas)

 Unión Soviética
- Fuerza Aérea Soviética (Voyenno-Vozdushnye Sily o VVS)
- Aviación Naval Soviética

## Legado
Un P-39 que sirvió en el frente soviético fue hallado intacto en 2012 en un lago al norte de lo que hoy es Rusia.
Se conservan varias unidades supervivientes en diferentes museos europeos y estadounidenses, incluso algunas de ellas aún están en condiciones de volar.

## Galería

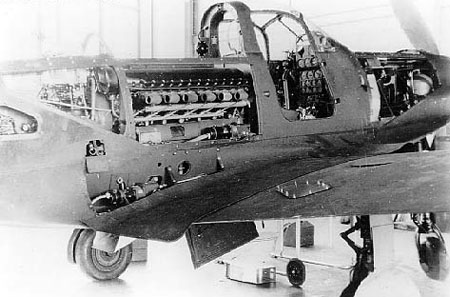
Sección central del fuselaje de un P-39 Airacobra con los paneles de mantenimiento abiertos.
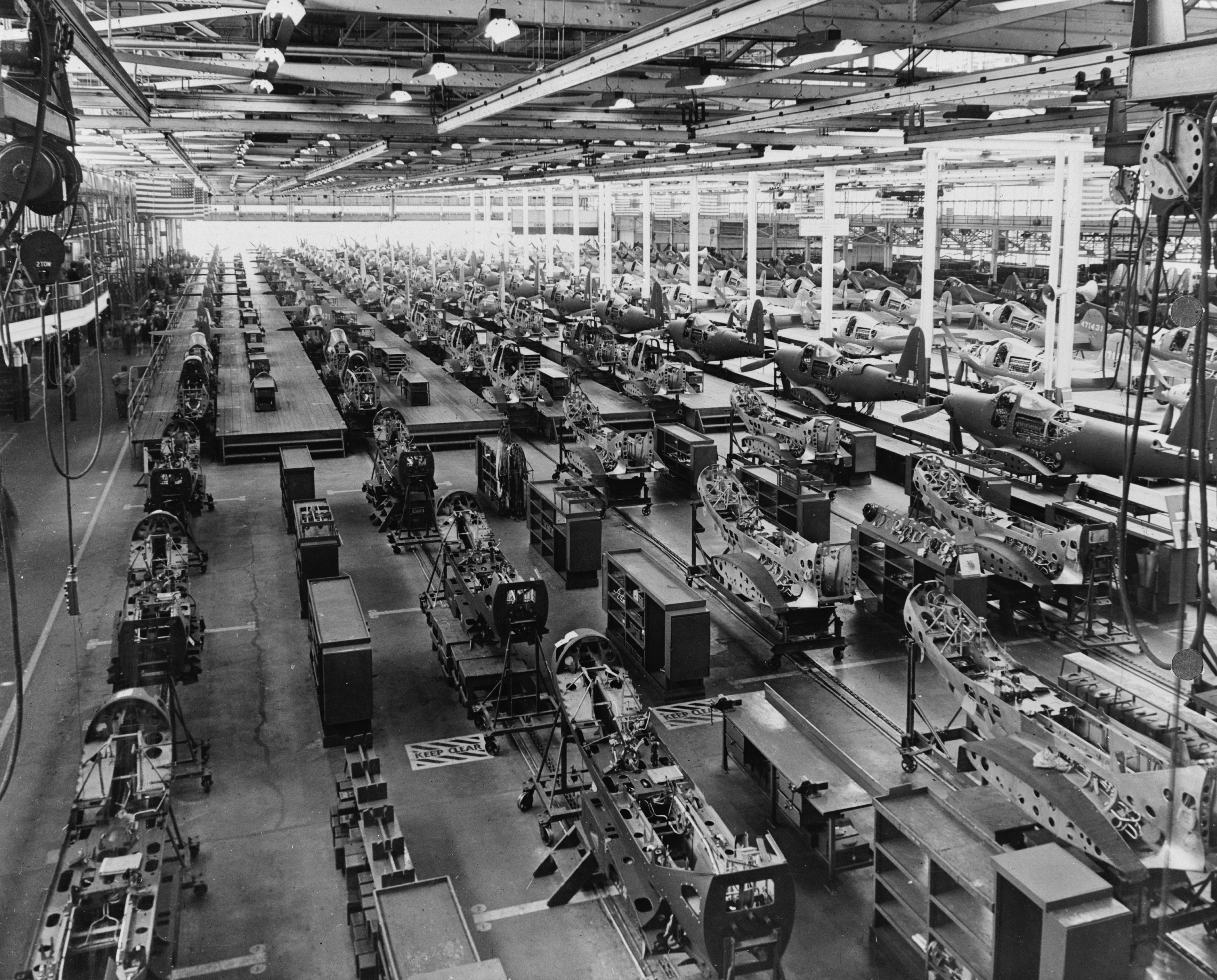
Línea de producción de Bell Aircraft Corporation en Wheatfield, Nueva York, ensamblando aviones P-39.
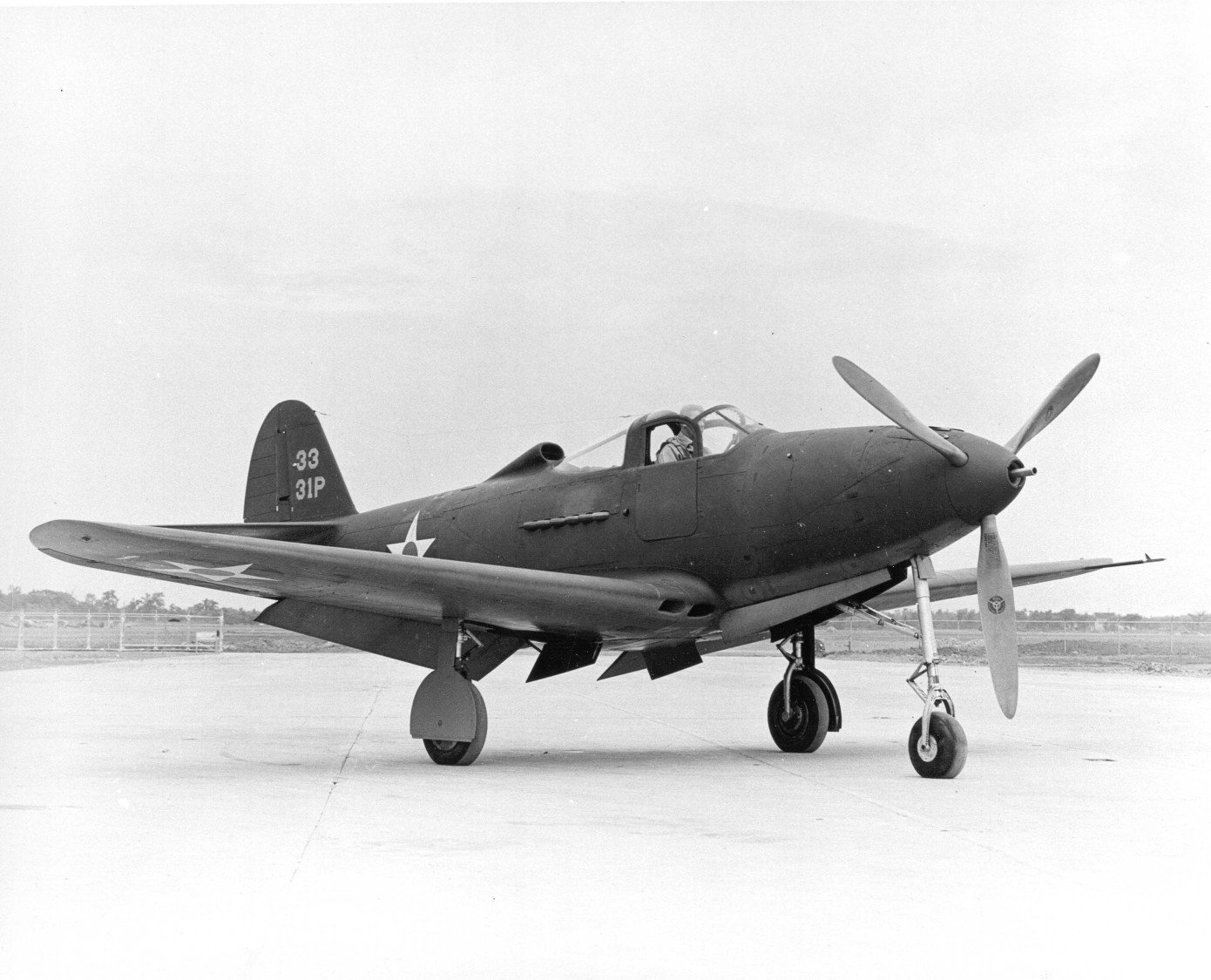
Un P-39C-BE Airacobra.
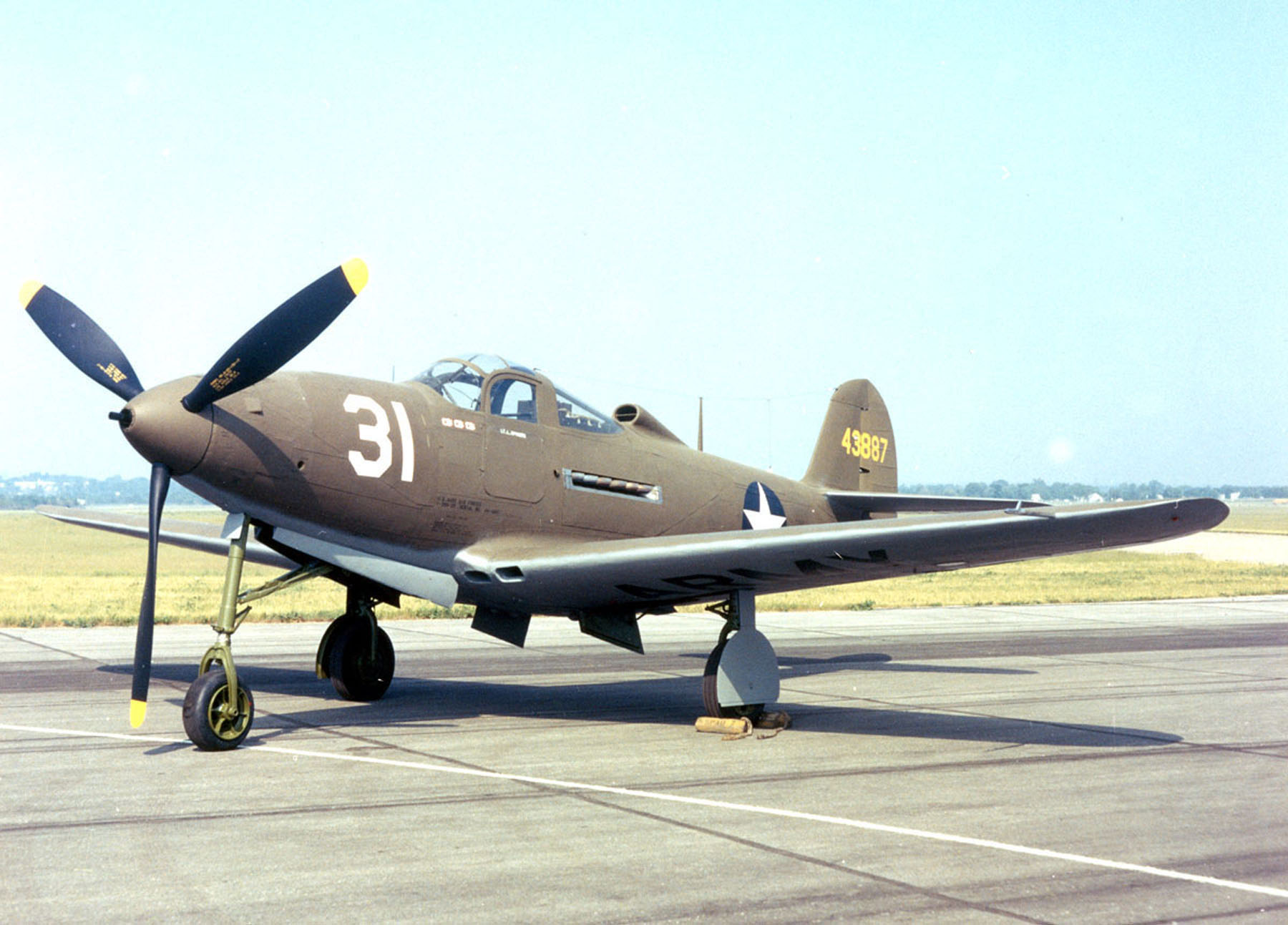
Un P-39Q Airacobra.
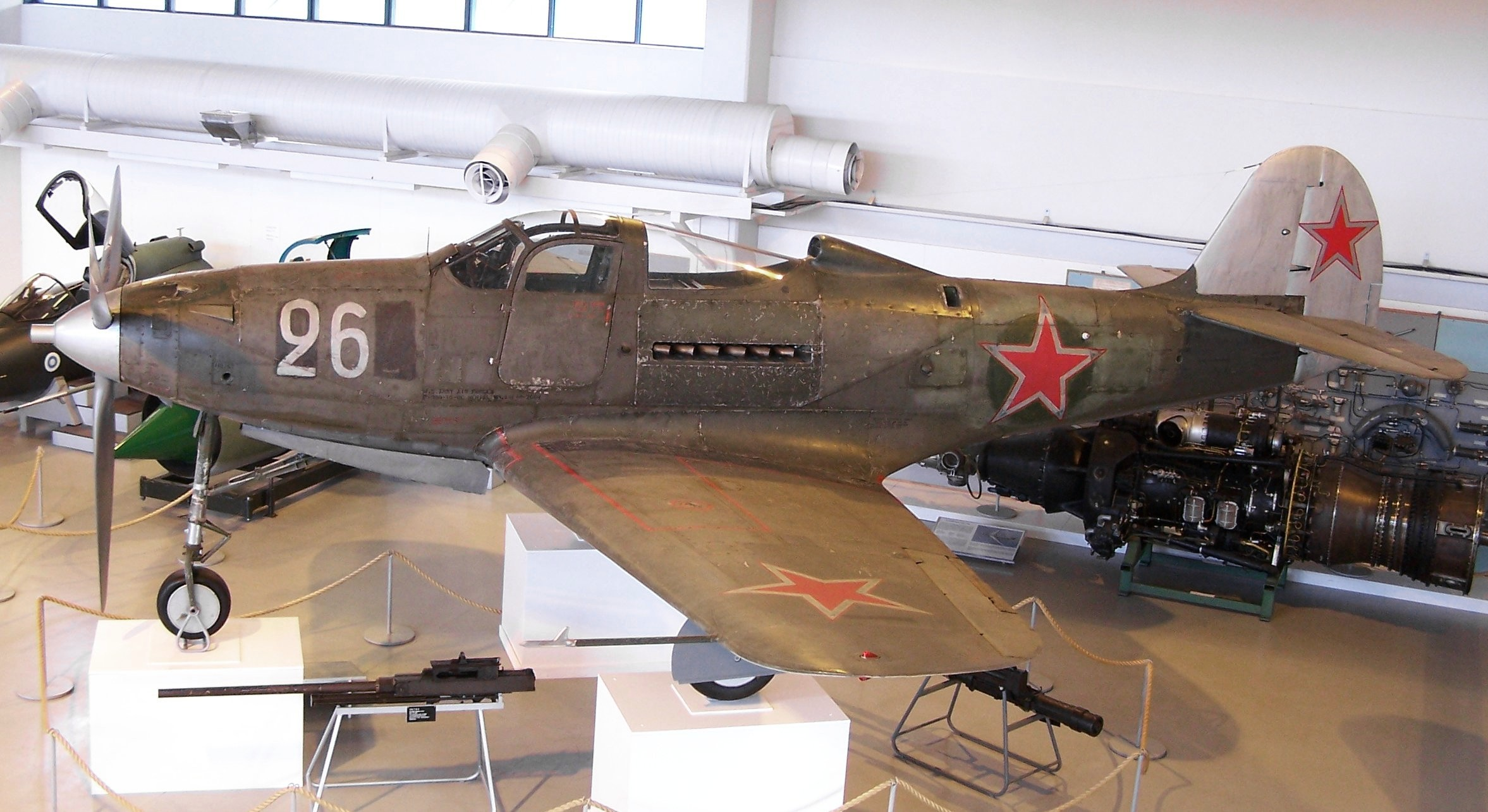
P-39 con emblemas soviéticos.

## Especificaciones (P-39 Q)

### Características generales
- Tripulación: Uno (piloto)
- Longitud: 9,2 m (30,2 ft)
- Envergadura: 10,4 m (34 ft)
- Altura: 3,6 m (11,8 ft)
- Superficie alar: 19,8 m² (213,1 ft²)
- Peso vacío: 2540 kg (5598,2 lb)
- Peso cargado: 3800 kg (8375,2 lb)
- Planta motriz: 1× motor lineal V12 refrigerado por líquido Allison V-1710-83.
  - Potencia: 890 kW (1227 HP; 1210 CV)
- Hélices: 1× Tripala de velocidad constante por motor.

### Rendimiento
- Velocidad máxima operativa (Vno): 626 km/h (389 MPH; 338 kt)
- Velocidad crucero (Vc): 322 km/h (200 MPH; 174 kt)
- Alcance: 1046 km (565 nmi; 650 mi)
- Techo de vuelo: 9800 m (32 152 ft)

### Armamento
- Ametralladoras: 6× 

  - 2x Browning M2 de 12,7 mm montadas en el morro del aparato, con 200 proyectiles cada una
  - 4x Browning M1919 de 7,62 mm montadas en las alas, con 300 proyectiles cada una

- Cañones: 

  - 1x Cañón M4 (T9) de 37 mm
- Bombas: 200 kg de bombas externas
- Cohetes: 6x cohetes

## Aeronaves relacionadas

### Desarrollos relacionados
- Bell P-63 Kingcobra

### Aeronaves similares
- Messerschmitt Bf 109
- Curtiss P-40
- Supermarine Spitfire
- Yakovlev Yak-1
- Yakovlev Yak-9

### Secuencias de designación
- Secuencia Numérica (interna de Bell): ← 8 - 9 - 10 - 11 - 12 - 13 - 14 - 15 - 16 - 17 - 18 - 19 - 20 - 21 - 22 - 23 - 24 - 26 - 27 - 28 29 - 30 →
- Secuencia P-_ (Cazas (Pursuit) del USAAC/USAAF/USAF, 1924-1948): ← P-36 - P-37 - P-38 - P-39 - P-40 - XP-41 - P-42 - P-43 - P-44 - P-45 - XP-46 - P-47 - XP-48 →
- Secuencia A-_ (Blancos Aéreos del USAAC, 1940-1941): ← A-4 - A-5 - A-6 - A-7 - A-8
- Secuencia F_L (Cazas de la Armada estadounidense, 1922-1962 (Bell, 1939–1962)): FL - YF2L-1 - F2L-1K - F3L
- Secuencia TD_L (Blancos aéreos no tripulados de la Armada estadounidense, 1942-1946 (Bell, 1939-1962)): TDL